# 超幕末少年世紀タカマル
『超幕末少年世紀タカマル』（ちょうばくまつしょうねんせいきタカマル）は、J.C.STAFFとスタジオライブ制作の日本のOVA作品。1991年に日本ビクターより上・下巻が発売されている。続編の『新・超幕末少年世紀タカマル』全6巻も発売された。原作のOVA以外に、漫画やドラマCDなども発売された。

## あらすじ
超幕末少年世紀タカマル
日本の近くにあり、未だに鎖国が続いている「ちゃんぽん王国」に暮らす少年タカマルは、五分間だけ息を止めている間は強くなれるという特技を持つ剣士であった。
そこへ日本の外務次官父子がちゃんぽん王国を訪れる。
新・超幕末少年世紀タカマル
未だに鎖国の解かれていない「ちゃんぽん王国」にカリンという美少女が飛行機に乗って訪れた。
彼女は墜落のショックで名前以外の記憶を失ったため、タカマルらの世話になるが、彼らの周囲では奇妙な出来事が起きていた。

## 登場人物
希望タカマル
声-伊倉一寿
夢我アル佐ェ門
声-林原めぐみ
煌ミライ
声-折笠愛
福田クロード
声-山口勝平
ちゃんぽん王国に一時移住してきた少年。
子天狗ジロ
声-笠原弘子
ドンパッパ
声-島香裕
カリン・フォックス
声-久川綾
新・超幕末少年世紀タカマルより登場。

## スタッフ
- 監督・原作・脚本・総作画監督・キャラクターデザイン - 芦田豊雄
- シリーズ構成・脚本 - みんだなお（第2作のみ）
- 演出・絵コンテ - 西村聡
- 音楽 - 田中公平
- 美術監督 - 坂本信人
- 色彩設定 - 戸田敦美
- 撮影監督 - 高橋明彦
- 制作 - J.C.STAFF、スタジオライブ
- 製作 - 日本ビクター・バンダイ
- 発売 - バンダイビジュアル

## 主題歌
熱風少年録〜Come on ちゃんぽん天国
作詞 - 松宮恭子 / 作曲・編曲 - 田中公平 / 歌 - 笠原弘子
『超幕末少年世紀タカマル』テーマソング
わたしはカリンちゃん!
作詞 - 前田耕一郎 / 作曲 - 田中公平 / 編曲 - 岸村正実 / 歌 - 久川綾
『新・超幕末少年世紀タカマル』キャラクターソング

## 関連商品
VHS
- 「超幕末少年世紀タカマル 上巻」（1991年11月1日発売） JHE-0332
- 「超幕末少年世紀タカマル 下巻」（1991年12月20日発売） JHE-0333
- 「新・超幕末少年世紀タカマル 一巻 - 謎の婦女子が空から降って来たでござるの巻き」（1992年11月20日発売）
- 「新・超幕末少年世紀タカマル 二巻 - 機械人間アルフレッド殿、汽笛を吹いて大暴走でござるの巻き」（1992年12月16日発売）
- 「新・超幕末少年世紀タカマル 三巻 - 危うし建国記念祭! ぷろれすらーがやって来たでござるの巻き」（1993年2月20日発売）
- 「新・超幕末少年世紀タカマル 四巻 - 洋装のみらい殿、どれすあっぷで大暴れでござるの巻き」（1993年3月21日発売）
- 「新・超幕末少年世紀タカマル 五巻 - 大反省! 拙者のまっちょは危険でござるの巻き」（1993年5月20日発売）
- 「新・超幕末少年世紀タカマル 六巻 - 立ち上がれ! ちゃんぽん王国 未来を呼ぶ少年達でござるの巻き」（1993年6月20日発売）

CD
- 「超幕末少年世紀タカマル 大学芸会!」（1992年2月5日発売） BVCH-11
- 「新・超幕末少年世紀タカマル CD劇場 女れいだぁすケイティ殿ちゃんぽん王国で宝探しでござるの巻」（1993年5月8日発売） BVCH-603
- 「新・超幕末少年世紀タカマル 珠玉のちゃんぽん王国音楽篇」（1993年7月21日発売） BVCH-605
- 「新・超幕末少年世紀タカマル CD劇場 メモリアルボックス 〜我ら熱風少年〜」（1994年7月21日発売） BVCH-3103/4

書籍
- 「超幕末少年世紀タカマル 1」（1992年12月1日発売） ISBN 4-05-106153-1
- 「超幕末少年世紀タカマル 2」（1994年11月7日発売） ISBN 4-05-600788-8